# Bouxières-sous-Froidmont
Bouxières-sous-Froidmont település Franciaországban, Meurthe-et-Moselle megyében. Lakosainak száma 420 fő (2022. január 1.). Bouxières-sous-Froidmont Cheminot, Lorry-Mardigny, Champey-sur-Moselle, Lesménils és Pont-à-Mousson községekkel határos.

## Népesség
A település népességének változása:
| Lakosok száma | 198  | 200  | 266  | 263  | 290  | 330  | 369  | 368  | 400  | 420  |
|               | 1968 | 1982 | 1999 | 2006 | 2011 | 2015 | 2017 | 2018 | 2020 | 2022 |